# Hochschule für Künste Bremen

## Hochschule für Künste Bremen
Hochschule für Künste Bremen (HfK Bremen; engelska: University of the Arts Bremen) är en statlig konst- och musikhögskola i Bremen. Högskolan härrör från 1873. HfK Bremen är uppdelad i två fakulteter: konst och formgivning respektive musik. Således hör HfK Bremen vid sidan av Universität der Künste Berlin och Folkwang Universität der Künste i Essen till de få konsthögskolor i Tyskland, i vilka de båda områdena bildkonst och musik finns representerade. Under musikfakulteten finns en institution för studier i historisk uppförandepraxis, Akademie für Alte Musik. 